# Plectonotum venezolanum
Plectonotum venezolanum es una especie de coleóptero de la familia Cantharidae.

## Distribución geográfica
Habita en Venezuela.